# Sport Clube de Mirandela
L'Sport Clube de Mirandela (Mirandela) és un club de futbol portuguès amb seu a la ciutat de Mirandela, al nord-est de Portugal (regió de Trás-os-Montes).

## Història
Mirandela juga actualment a la Segona Divisão Zona Norte, que és la tercera categoria del futbol portuguès. El club es va fundar l'any 1926 i jugua els seus partits a casa a l'Estàdio São Sebastião de Mirandela. L'estadi té capacitat per acollir 3.500 espectadors.
El club està afiliat a l'Associação de Futebol de Bragança i ha participat en moltes ocasions a la competició de copa nacional coneguda com a Taça de Portugal.

## Palmarès
- Terceira Divisão, Sèrie A: 2007/08, 2010/11